# 28 Геркулеса
28 Геркулеса (лат. 28 Herculis), n Геркулеса (лат. n Herculis), 11 Змееносца (лат. 11 Ophiuchi), HD 149121 — двойная звезда в созвездии Геркулеса на расстоянии приблизительно 395 световых лет (около 121 парсек) от Солнца. Видимая звёздная величина звезды — +5,616m.

## Характеристики
Первый компонент — бело-голубая звезда спектрального класса B9,5IIIHgMn, или B9,5III, или B9III, или B9MnHgSr, или B8. Масса — около 3,575 солнечных, радиус — около 3,078 солнечных, светимость — около 77,07 солнечных. Эффективная температура — около 11000 K.
Второй компонент — коричневый карлик. Масса — около 20,03 юпитерианских. Удалён в среднем на 2,287 а.е..